# 佐賀県道・長崎県道5号伊万里松浦線
佐賀県道・長崎県道5号伊万里松浦線（さがけんどう・ながさきけんどう5ごう いまりまつうらせん）は、佐賀県伊万里市から長崎県松浦市に至る県道（主要地方道]）である。

## 概要
佐賀県伊万里市山代町楠久津から長崎県松浦市志佐町横辺田免に至る。
佐賀県北西部に位置する伊万里港沿岸を走る国道204号（唐津街道）の楠久津交差点より分岐して西進し、佐賀・長崎県境の山岳部を越えて、長崎県松浦市を南北に流れる志佐川沿いに縦貫する長崎県道11号佐世保日野松浦線と接続する主要地方道の路線。
同じく伊万里市と松浦市を結ぶ国道204号が松浦鉄道西九州線と併走して伊万里湾沿いの海側のルートを通るのに対し、本道は平行して山間部を通る。

### 路線データ
- 起点：佐賀県伊万里市山代町楠久津（楠久津交差点、国道204号交点）
- 終点：長崎県松浦市志佐町横辺田免（長崎県道11号佐世保日野松浦線交点）

## 歴史
- 1982年（昭和57年）4月1日 - 建設省（現・国土交通省）が一般県道伊万里志佐線を主要地方道伊万里松浦線に指定[1]。
- 1983年（昭和58年）3月31日 - 佐賀県と長崎県が一般県道105号伊万里志佐線を廃止、主要地方道5号伊万里松浦線を認定。
- 1993年（平成5年）5月11日 - 建設省から、主要県道伊万里松浦線が伊万里松浦線として主要地方道に再指定される[2]。

## 路線状況
伊万里市内は山道で幅員1.5車線ほどの狭い区間もあり、急勾配や急カーブも多い。峠を越えて志佐川に沿って通るが、松浦市に入ると2車線の道路となる。国道204号の迂回路ではあるが、上記のように佐賀県側は険しい山越えのため交通量は少ない。

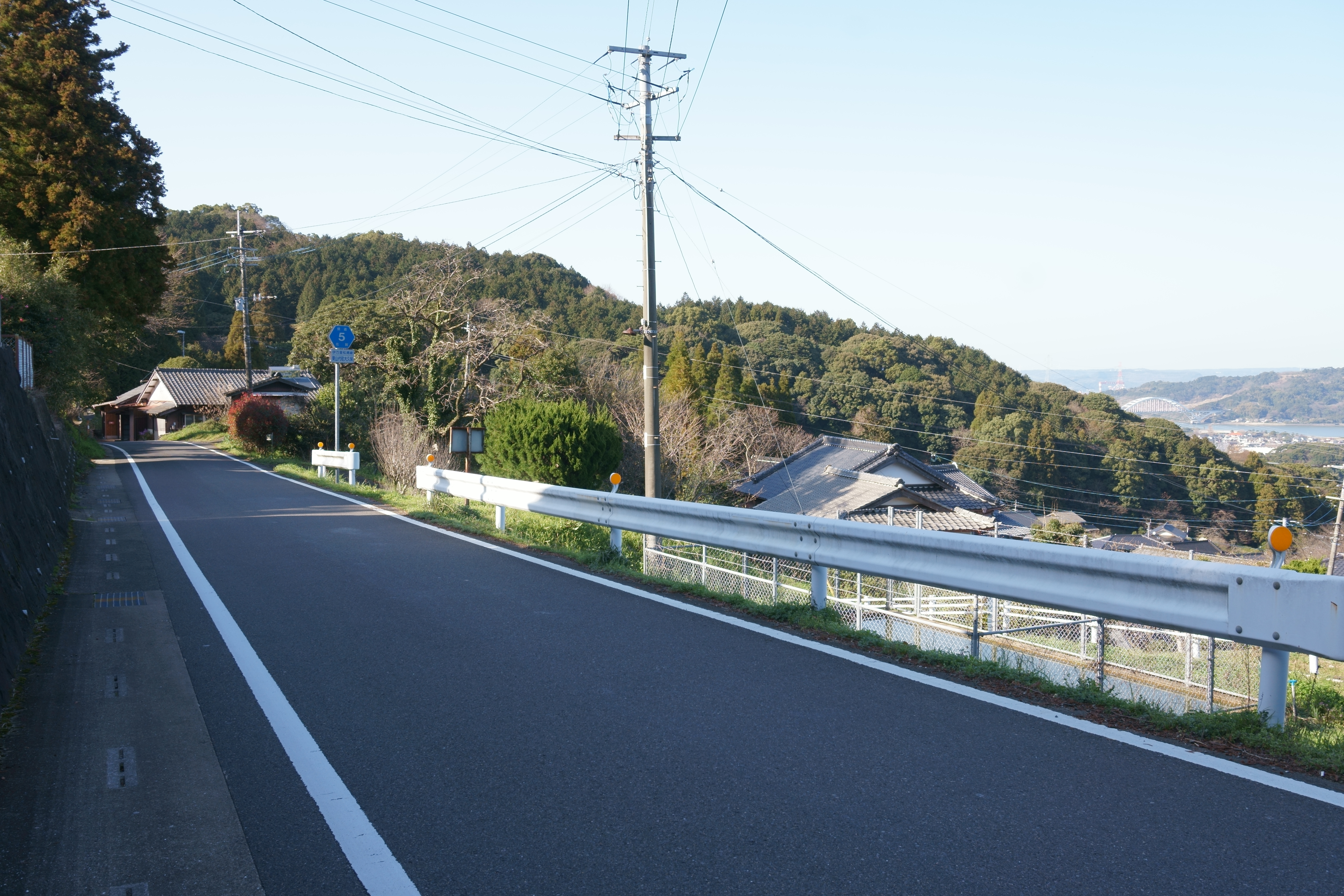
つづら折りの坂道が続く伊万里市東山代町大久保付近
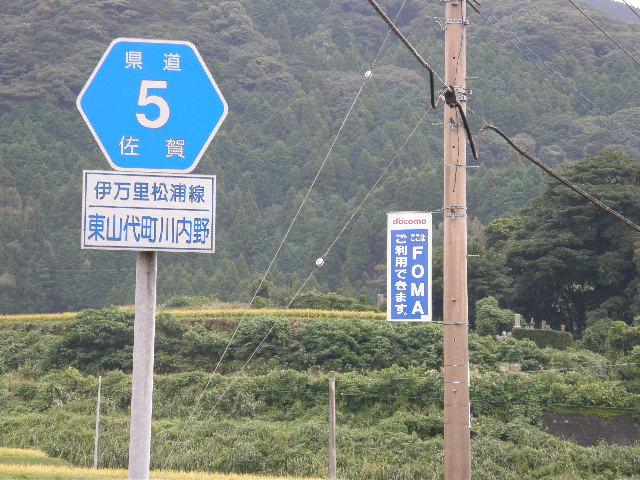
佐賀県道・長崎県道5号伊万里松浦線、県境付近
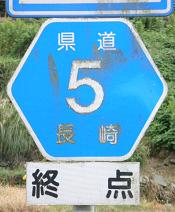
佐賀県道・長崎県道5号伊万里松浦線終点

### 道路施設

#### 橋梁
- 佐賀県
  - 小岩橋（伊万里市）

## 地理

### 通過する自治体
- 佐賀県
  - 伊万里市
- 長崎県
  - 松浦市

### 交差する道路
| 交差する道路                  | 都道府県名 | 市町村名 | 交差する場所   | 交差する場所        |
| ----------------------------- | ---------- | -------- | -------------- | ------------------- |
| 国道204号 国道383号 重複      | 佐賀県     | 伊万里市 | 山代町楠久津   | 楠久津交差点 / 起点 |
| 佐賀県道316号川内野浦の崎港線 | 佐賀県     | 伊万里市 | 東山代町川内野 |                     |
| 長崎県道11号佐世保日野松浦線  | 長崎県     | 松浦市   | 志佐町横辺田免 | 終点                |

### 交差する鉄道
- 松浦鉄道西九州線

### 沿線
- 大久保郵便局
- 竹の古場公園